# Kizárólag öttől hétig
A Kizárólag öttől hétig (eredeti cím: 5 to 7) 2014-ben bemutatott amerikai romantikus film, melyet Victor Levin írt és rendezett. A főbb szerepekben Anton Yelchin, Bérénice Marlohe, Olivia Thirlby, Lambert Wilson, Frank Langella és Glenn Close látható.
Az Amerikai Egyesült Államokban 2014. április 19-én mutatták be a Tribeca Filmfesztiválon, a mozikba 2015. április 3-án került.

## Cselekmény
Brian 24 éves New York-i író. Viszonya van a házasságban élő Arielle-lel, egy 33 éves, kétgyermekes francia nővel. A középkorú férj, Valéry hajlandó eltűrni felesége félrelépéseit, amennyiben arra kizárólag délután 5 és 7 óra között kerül sor.

## Szereplők
| Színész          | Szerep           | Magyar hang        |
| ---------------- | ---------------- | ------------------ |
| Anton Yelchin    | Brian Bloom      | Fehér Tibor        |
| Bérénice Marlohe | Arielle Pierpont | Kéri Kitty         |
| Olivia Thirlby   | Jane Hastings    | Bogdányi Titanilla |
| Lambert Wilson   | Valéry Pierpont  | Laklóth Aladár     |
| Frank Langella   | Sam Bloom        | Papp János         |
| Glenn Close      | Arlene Bloom     | Bánsági Ildikó     |
| Eric Stoltz      | Jonathan Galassi |                    |
| Jocelyn DeBoer   | Kiva Bloom       | Tarr Judit         |

## Fordítás
- Ez a szócikk részben vagy egészben  a(z)   5 to 7 című angol Wikipédia-szócikk fordításán alapul.  Az eredeti cikk szerkesztőit annak laptörténete sorolja fel. Ez a jelzés csupán a megfogalmazás eredetét és a szerzői jogokat jelzi, nem szolgál a cikkben szereplő információk forrásmegjelöléseként.